# Gregor Kraus
Ernst Hans Ludwig Krause (Bad Orb, 9 de mayo de 1841 - Wurzburgo, 14 de noviembre de 1915) fue un botánico, fisiólogo, ecólogo, y explorador alemán. Es considerado uno de los fundadores de la microclimatología y ecología experimental.

## Biografía
Hijo de un profesor, asistió al Gymnasium de Aschaffenburg. Desde 1860, estudia medicina en la Universidad de Wurzburgo, donde en 1866 defiende la tesis Über den Bau trockener Pericarpien (Construcción del pericarpio seco) y obtiene su Ph.D.. Después de eso, fue asistente de investigación de Julius Sachs en la Universidad de Bonn, y luego fue a la Universidad de Friburgo. En 1867, es habilitado por la Universidad de Wurzburgo, con el tema „Gewebespannung des Stammes und ihre Folgen“ (Tensión del tejido de estambres y sus consecuencias). Es nombrado Profesor Asistente en Wurzburgo. A partir de 1868 fue asistente de investigación en el Instituto Botánico de la Universidad de Leipzig. En 1869 fue nombrado profesor y director del Jardín Botánico de la Universidad de Erlangen, donde trabajó hasta 1972. En 1872 fue profesor y director del Jardín Botánico de la Universidad de Halle-Wittenberg. En 1898, fue sucesor de Julius Sachs en la Universidad de Wurzburgo.

## Algunas publicaciones
- 1866. Über den Bau trockner Pericarpien. Leipzig : Engelmann. 64 pp. ilustr. Zugl. Wurzburgo, Univ. Diss. 1866. Aus: Jahrbücher für wissenschaftliche Botanik. Vol. 5
- 1867. Die Gewebespannung des Stammes und ihre Folgen. Halle: Gebauer-Schwetschke: 30, 40 pp. ilustr. Zugl. Wurzburgo Univ. Habil.-Schr., 1867: Aus: Botanische Zeitung. Jg. 25, 1867
- 1872. Zur Kenntnis der Chlorophyllfarbstoffe und ihrer Verwandten : spectralanalytischeUntersuchungen. Stuttgart : Schweizerbart. VIII, 131 pp.
- 1882. Beiträge zur Kenntniss fossiler Hölzer. Halle : Niemeyer 33 pp. : graph. Darst.
- 1886. Ueber Stoffwechsel bei den Crassulaceen. Halle : Niemeyer. 86 pp.
- 1888-1893. Der Botanische Garten der Universität Halle. Leipzig : Engelmann
- 1889. Grundlinien zu einer Physiologie des Gerbstoffs. Leipzig : Engelmann, 131 pp.
- 1892. Christian Wolff als Botaniker : Rede gehalten zur Übernahme des Rectorats der Universität Halle am 12. Juli 1891. Halle : Max Niemeyer. 17 pp.
- 1893. Ueber die Wasservertheilung in der Pflanze. IV. Die Acidität des Zellsaftes, Abhandl. naturforsch. Ges. Halle, 143
- 1894. Geschichte der Pflanzeneinführungen in die europäischen botanischen Gärten. Leipzig : Engelmann. 73 pp.
- 1894. Warum der Botaniker in die Tropen muss. Halle pp. 209 – 219. Festschriften der 4 Fakultäten der Univ. Halle
- 1902. Johann Michael Fehr und die Grettstadter Wiesen. Würzburg Stuber pp. 304 – 342. Verhandl. d. phys. -med. Gesellsch. zu Würzburg ; N.F. vol 34,10
- 1905. Anemometrisches vom Krainberg bei Gambach. nach einem Vortrag in der physik.-med. Gesellschaft cont Tafeln IV - VII Stuber 40 pp. : Ill. Verhandlungen der physik.-med. Gesellschaft zu Würzburg 37 ( 4) Aus der Pflanzenwelt Unterfrankens 4: 163 – 202
- 1906. Vicia orobus DC. und ihre Heterotrichie, con 2 secc. Wurzburgo Stuber. 14 pp. : ilustr. Aus der Pflanzenwelt Unterfrankens ; 7 Verhandlungen der physik.-med. Gesellschaft zu Würzburg 38 ( 7): 242 – 254
- 1906. Die Sesleria-Halde. Würzburg. A. Stuber. 21 pp. Aus der Pflanzenwelt Unterfrankens ; 8. Verhandlungen d. physikal.-med. Gesellschaft zu Würzburg 38 ( 10)
- 1906. Über den Nanismus unserer Wellenkalkpflanzen. Wurzburgo: A. Stuber. pp. 103-134. Aus der Pflanzenwelt Unterfrankens ; 6. Verhandlungen d. physikal.-med. Gesellschaft zu Würzburg 38 ( 4)
- 1906. Erfahrungen über Boden und Klima auf dem Wellenkalk. Auszügliche Mitteilung. pp. 20 - 34
- 1907. Gynaeceum oder Gynoeceum? und anderes Sprachliche. Wurzburgo : A. Stuber. Verhandlungen d. physikal.-med. Gesellschaft zu Würzburg 39: 9-14
- 1911. Boden und Klima auf kleinstem Raum : Versuch einer exakten Behandlung des Standorts auf dem Wellenkalk. Jena : Fischer. 184 pp. : ilustr. gráf. Darst.

## Eponimia
Especies
- (Asparagaceae) Asparagus krausianus J.F.Macbr.[2]
- (Asparagaceae) Myrsiphyllum krausianum Kunth[3]
- (Cactaceae) Eriosyce krausii (F.Ritter) Katt.[4] 119 1994 (IK)
- (Hymenophyllaceae) Didymoglossum krausii (Hook. & Grev.) C.Presl[5]
- (Saxifragaceae) Saxifraga × krausii Bürgel & Young[6]